# Hakan Doğan (Boxer)
Hakan Doğan (* 1. November 1995 in Osmaniye) ist ein türkischer Boxer.

## Boxkarriere
Hakan Doğan begann 2004 im Alter von neun Jahren mit dem Boxsport, kam 2012 in die Nationalmannschaft und trainierte im Fenerbahçe SK von Istanbul.
Er war Teilnehmer der Jugend-Europameisterschaft 2013 in Rotterdam und startete 2016 für das Team Turkiye Conquerors in der World Series of Boxing.
2017 und 2018 wurde er Türkischer Meister im Leichtgewicht und gewann mit Fenerbahçe 2018 auch die erstmals ausgetragene türkische Boxliga. International gewann er Bronze bei der U22-Europameisterschaft 2017 in Brăila und Silber bei den Mittelmeerspielen 2018 in Tarragona.
2019 wurde er Türkischer Meister im Federgewicht, gewann die Goldmedaille bei der Balkanmeisterschaft in Antalya und startete bei den Europaspielen in Minsk, wo er im Achtelfinale gegen Hamsat Shadalov ausschied.
Bei der europäischen Olympiaqualifikation im März 2020 in London verlor er gegen Vasile Usturoi.
Sein Profidebüt gewann er am 18. Juni 2023.

## Sonstiges
Doğan lebt in Bağcılar und ist mit der Boxerin Ayşenur Topal verheiratet.